# Cerotainia minima
Cerotainia minima là một loài ruồi trong họ Asilidae. Cerotainia minima được Curran miêu tả năm 1930. Loài này phân bố ở vùng Tân nhiệt đới.